# Івановка (Тугулимський міський округ)
Іва́новка (рос. Ивановка) — село у складі Тугулимського міського округу Свердловської області.
Населення — 90 осіб (2010, 96 у 2002).
Національний склад станом на 2002 рік: росіяни — 91 %.
Стара назва — Тотніково.